# Vatnshæðir (bergstopp)
Vatnshæðir är en bergstopp i republiken Island. Den ligger i regionen Austurland, 400 km öster om huvudstaden Reykjavík. Toppen på Vatnshæðir är 847 meter över havet.
Trakten runt Vatnshæðir är nära nog obefolkad, med mindre än två invånare per kvadratkilometer. Närmaste större samhälle är Egilsstaðir, omkring 19 kilometer sydväst om Vatnshæðir. Trakten runt Vatnshæðir består i huvudsak av gräsmarker.